# جيمي شتاين
جيمي شتاين (7 نوفمبر 1904 المملكة المتحدة - ) هو لاعب كرة قدم بريطاني.